# Juraj III. Frankopan
Juraj III. Frankopan (*Slunj(?), ? – †Slunj, 1553.), hrvatski velikaš, pripadnik slunjskog ogranka knezova Frankopana, moćnog, bogatog i utjecajnog roda u srednjovjekovnom Hrvatsko-ugarskom kraljevstvu. Posjedovao je osim Slunja i druge utvrde, među kojima i Cetingrad, u kojemu je, nakon katastrofalnog poraza hrvatsko-ugarske vojske i pogibije kralja Ljudevita II. u Mohačkoj bitki u rujnu 1526. godine, bio potkraj iste godine organizator i domaćin sabora hrvatskog plemstva, na kojem je Cetingradskom poveljom austrijski nadvojvoda Ferdinand Habsburški izabran za hrvatskog kralja dana 1. siječnja 1527. godine. Juraj je pretposljednji izdanak loze Frankopana Slunjskih, jer je njegov jedini sin Franjo (*1536. - †1572.), hrvatski ban 1567-1572., umro mlad, bez potomaka. 

## Životopis
Knez Juraj je bio sin Mihovila I. Frankopana i unuk Dujma IV. Frankopana, baštinika slunjskog vlastelinstva nakon podjele frankopanskih posjeda 1449. godine. Imao je braću Matiju (koji je poginuo u bitki na Mohačkom polju) i Petra, te sestre Doroteju i Anu. Bio je oženjen Anom Babonić, kneginjom Blagajskom. Naslijedio je utvrđeni Cetingrad i još neke posjede cetinske loze Frankopana, jer je njihov vlasnik Ivan Frankopan Cetinski smrtno stradao u okršaju s Turcima u sudbinskoj bitki na Krbavskom polju 1493. godine (kada su poginuli mnogi hrvatski plemići), a sin potonjeg Ivan Franjo se zaredio i postao kaločki nadbiskup.
Poslije Mohačke bitke hrvatsko plemstvo trebalo je izabrati novoga kralja, ali je pritom bilo podijeljeno. Juraj je, kao i većina Frankopana, bio pristaša Ferdinanda Habsburškog, za razliku od modruško-ozaljskog ogranka obitelji, predvođenog Bernardinom Frankopanom i njegovim sinom Krstom, koji je, kao i većina plemstva iz Slavonije, bio zagovornik habsburškog protukandidata Ivana Zapolje. Upravo je u Cetingradu Juraj bio domaćin zasjednja hrvatskog sabora, na kojem su se krajem 1526. okupili hrvatski velikaši, niže plemstvo te crkveni dostojanstvenici. Tu je prvi dan godine 1527. odlučeno da će Ferdinand biti novi hrvatski kralj. Na dnu Cetingradske povelje nalazi se i Jurjev pečat, i to s desne strane od pečata s hrvatskim grbom.
Imao je Juraj troje djece - Franju, Anu i Katarinu. Kćeri su bile udane za ugarske plemiće, a sin Franjo bio je pred ženidbom, kada je u tridesetšestoj godini života iznenada obolio i ubrzo umro. Iako mlad, banovao je oko pet godina, i bio poznati vojskovođa u borbama protiv Turaka. 
Knez Juraj III. Frankopan Slunjski umro je 1553. i pokopan najvjerojatnije u crkvi Presvetog trojstva u Slunju, gdje se nalazi uzidana nadgrobna ploča, djelomično oštećena, s tekstom „…jacet in tumba magnificus…“ i grbom Frankopana. Godine 2016. u crkvenom je dvorištu postavljen knežev spomenik, čiji je autor Josip Turkalj (1924-2007.), hrvatski kipar rođen u nedalekoj Rakovici i suradnik Ivana Meštrovića, s dugogodišnjim prebivalištem u Clevelandu, SAD. 

## Vanjske poveznice
- Juraj III. Frankopan Slunjski – pripadnik značajnog hrvatskog plemićkog roda  Arhivirana inačica izvorne stranice od 5. kolovoza 2018. (Wayback Machine)
- Jurjeva nadgrobna ploča u Slunju  Arhivirana inačica izvorne stranice od 26. svibnja 2018. (Wayback Machine)
- Postavljen spomenik Jurju Frankopanu  Arhivirana inačica izvorne stranice od 27. siječnja 2021. (Wayback Machine)
- Autor Jurjevog spomenika je Josip Turkalj, hrvatsko-američki kipar
- Juraj Frankopan, Vuk Frankopan i Ivan Karlović pisali su pismo nadvojvodi Ferdinandu Habsburškom 29. kolovoza 1526.
- Naseljavanje Vlaha na posjedima Jurja Frankopana tridesetih godina 16. stoljeća